# Leon Sebbelin
Leon Sebbelin (født 1960) er politiker i Det Radikale Venstre og tidligere borgmester i Rebild Kommune. Sebbelin har en uddannelse som cand.merc.
Siden 1991 og frem til slutningen af 2013 var han direktør i sit eget revisionsfirma Leon Sebbelin A/S. I 2014 blev han partner i Attiri efter at de to firmaer fusionerede.
Som medlem af Radikale Venstre begyndte Sebbelins politiske aktivitet med studenterpolitisk arbejde under studietiden på Handelshøjskolen i Århus. Efter en årrække som byrådsmedlem blev han borgmester i 2014.